# 逸見 (横須賀市)

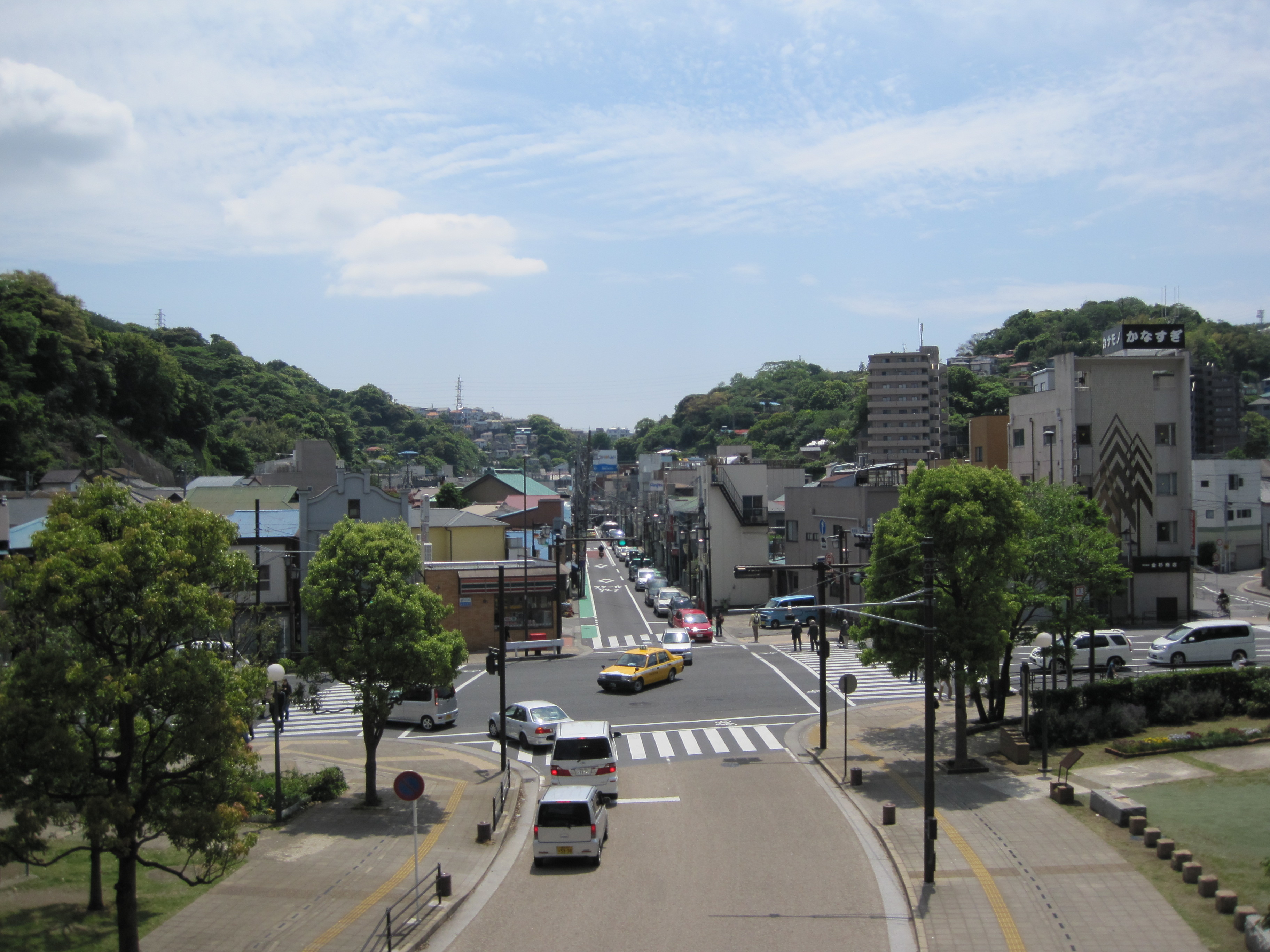
ウェルシティ横須賀から逸見駅方面を望む（2010年5月16日撮影）

逸見（へみ）は、神奈川県横須賀市の北東部の地域名（横須賀市逸見行政センターの担当区域）を指す。人口は11,249人、面積は2.741km2。
北は横須賀港、東は横須賀市市街地、西は田浦、南は坂本町や衣笠に接する。

## 概要
所属する地区は、安針台、西逸見町、東逸見町、逸見が丘、山中町、吉倉町の6地区。丘陵が海に迫る地形であるため平地が少ない。市街地は逸見駅前を中心にいくらか所在するのみ、もっぱら住宅や山林が目立つ。道路では国道16号、神奈川県道28号本町山中線が通る。鉄道では横須賀線横須賀駅、京急本線逸見駅が立地する。戦前は軍関係の施設が目立ったが、近年は交通の便が良いため東京・横浜のベッドタウンとしても発展し、住宅地は丘陵の山腹や谷戸にまで広がった。
江戸時代初期、徳川家康は船の建造や通訳としてウィリアム・アダムス（三浦按針）を重用し旗本の身分と逸見250石の采地を与えた。

## 主な施設・名所

### 交通
- 横須賀港
- 東日本旅客鉄道（JR東日本）横須賀線
  - 横須賀駅
- 京浜急行電鉄本線
  - 逸見駅
- 国道16号
- 神奈川県道28号本町山中線
- 神奈川県道25号横須賀停車場線

### 公的機関
- 海上自衛隊横須賀地方総監部
- 横須賀市逸見行政センター
- ウェルシティ横須賀天空の街 - 地上31階、113mの高層マンション。低層部分は横須賀市の施設や店舗、診療所が所在する。
  - ウェルシティ（横須賀市施設） - 横須賀市保健所、すこやかん、まなびかんが入居。
- 逸見浄水場
- 横須賀市立逸見小学校
- 横須賀市立沢山小学校

### 観光・商業

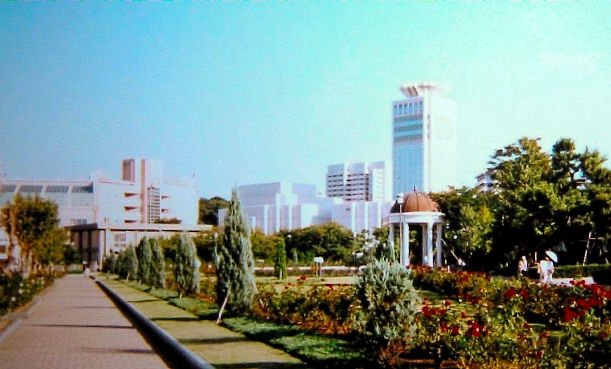
ヴェルニー公園

- ヴェルニー公園
- 横須賀逸見郵便局
- 逸見中央商店街
- 横須賀駅商栄会
- 福見会
- 東会
- 逸見美和会
- 汀親会